# Iwan Alexandrowitsch Kusmitschow
Iwan Alexandrowitsch Kusmitschow (russisch Иван Александрович Кузьмичёв; * 20. Oktober 2000 in Toljatti) ist ein russischer Fußballspieler.

## Karriere

### Verein
Kusmitschow begann seine Karriere beim FK Lada Toljatti. Zur Saison 2019/20 rückte er in den Kader der ersten Mannschaft von Lada. Für diese debütierte er im Juli 2019 in der Perwenstwo PFL. Bis zur Winterpause kam er zu 16 Drittligaeinsätzen für Toljatti. Im Januar 2020 wechselte er zur ebenfalls drittklassigen Reserve von Ural Jekaterinburg. Für diese kam er in jener Saison aufgrund des COVID-bedingten Saisonabbruchs jedoch nicht mehr zum Einsatz. Nach mehreren Einsätzen für Ural-2 stand er im November 2020 auch erstmals im Kader der Profis von Ural. Im Mai 2021 debütierte er schließlich gegen Lokomotive Moskau in der Premjer-Liga. Dies war sein einziger Einsatz für die Profis in der Saison 2020/21, für die Reserve kam er zu 13 Drittligaeinsätzen.
In der Saison 2021/22 gelang ihm bei Ural der Durchbruch, insgesamt kam er zu 23 Einsätzen. Nach sieben weiteren zu Beginn der Saison 2022/23 wechselte Kusmitschow im September 2022 zu Lokomotive Moskau. In seiner ersten Spielzeit in der Hauptstadt kam er zu 13 Einsätzen für Lok. In der Saison 2023/24 absolvierte er bis zur Winterpause nur drei Partien. Im Februar 2024 wurde er daraufhin innerhalb der Stadt an den Zweitligisten Torpedo Moskau verliehen.

### Nationalmannschaft
Kusmitschow debütierte im Oktober 2021 für die russische U-21-Auswahl.